# Ahmed Ounais
Ahmed Ounais (ur. 1936) – tunezyjski dyplomata i polityk.
Studiował na Sorbonie. Pełnił funkcję ambasadora w Moskwie i New Delhi. 27 stycznia 2011, po rezygnacji szefa dyplomacji Kamela Mordżaniego został mianowany jego następcą. 13 lutego 2011 podał się do dymisji.